# Simo Drljača
Simo Drljača (serb. Симо Дрљача; ur. 6 sierpnia 1947 w Ivanjskiej, zm. 10 lipca 1997 w Prijedorze) – serbski policjant, komendant posterunku policji bośniackich Serbów w Prijedorze podczas wojny w Bośni.
Po wojnie poszukiwany przez MTKJ. Zastrzelony 10 lipca 1997 przez brytyjski SAS (w ramach działania sił SFOR) podczas próby zaaresztowania w celu doprowadzenia przed wymiar sprawiedliwości.
Pośmiertnie odznaczony Orderem Gwiazdy Jerzego Czarnego I klasy.